# Comisariado del Pueblo de Industria Pesada de la URSS
El Comisariado del Pueblo para la Industria Pesada de la Unión Soviética (en ruso, Народный комиссариат тяжёлой промышленности СССР, abreviado como Narkomtiazhprom) fue un organismo gubernamental de la URSS encargado de la administración de la industria pesada, que existió de 1932 a 1939.

## Historia
El Comisariado del Pueblo para la Industria Pesada fue fundado el 5 de enero de 1932, a partir del Consejo Supremo de Economía Nacional de la Unión Soviética, con la función de la administración de la industria pesada, incluidos la minería, la maquinaria y los bienes de defensa. En 1936, el Comisariado del Pueblo para la Industria de Defensa se separó del Narkomtiazhprom, y un año después, en 1937, se separó el Comisariado del Pueblo para la Ingeniería Mecánica.
Finalmente, a principios de 1939, el Narkomtiazhprom fue abolido y se separó en los comisariados del pueblo de la industria de combustibles, de la industria de metalurgia ferrosa, de la industria de metalurgia no ferrosa, el de centrales eléctricas e industria eléctrica, el de industria química y el de la industria de materiales de construcción.

## Lista de Comisarios del Pueblo
| N.º | Comisario | Comisario                       | Partido | Partido           | Periodo                                    | Gabinete         |
| --- | --------- | ------------------------------- | ------- | ----------------- | ------------------------------------------ | ---------------- |
| 1   |           | Sergó Ordzhonikidze (1886–1937) |         | Partido Comunista | 5 de enero de 1932-18 de febrero de 1937   | Mólotov I–II–III |
| 2   |           | Valeri Mezhlauk (1893-1938)     |         | Partido Comunista | 25 de febrero de 1937-22 de agosto de 1937 | Mólotov III      |
| 3   |           | Lázar Kaganóvich (1893-1991)    |         | Partido Comunista | 22 de agosto de 1937-24 de enero de 1939   | Mólotov III–IV   |